# Rodriguesophis chui
Rodriguesophis chui är en ormart som beskrevs av Rodrigues 1993. Rodriguesophis chui ingår i släktet Rodriguesophis och familjen snokar. Inga underarter finns listade i Catalogue of Life.
Arten förekommer i delstaten Bahia i Brasilien. Honor lägger ägg.